# Valentín Barco
Valentín Barco (* 23. července 2004) je argentinský profesionální fotbalista, který hraje na pozici levého obránce nebo krajního záložníka za anglický klub Brighton & Hove Albion FC.
Barco byl zařazen na seznam "Next Generation" deníku The Guardian pro rok 2021.

## Klubová kariéra

### Boca Juniors
Barco se narodil ve Veinticinco de Mayo a svou kariéru zahájil ve třech letech v týmu Sportivo AC. O šest let později byl vyhledán skauty a podepsal smlouvu s předním argentinským týmem CA Boca Juniors. Dne 16. července 2021 debutoval v 16 letech při remíze 1:1 s Uniónem. Dne 29. června 2023 vstřelil svůj první gól za klub při výhře 4:0 nad Monagasem v Poháru osvoboditelů. O necelý měsíc později, 24. července, vstřelil svůj první ligový gól při výhře 2:1 nad Newell's Old Boys poté, co usměrnil centr od Pola Fernándeze do sítě.

### Brighton & Hove Albion
Dne 20. ledna 2024 Barco přestoupil do týmu anglické Premier League Brighton & Hove Albion FC za nezveřejněnou částku, údajně kolem 10 milionů dolarů (9,1 milionu eur), a podepsal smlouvu na čtyři a půl roku do 30. června 2028. Dne 28. února 2024 debutoval za klub, když nastoupil jako náhradník v utkání pátého kola FA Cupu proti Wolverhamptonu Wanderers.

## Reprezentační kariéra
Barco reprezentoval Argentinu na mládežnických úrovních U15, U20 a U23.

## Statistiky

### Klubové
Platí k zápasu hranému 28. února 2024.
| Klub                   | Sezóna            | Liga              | Liga   | Liga | Národní pohár | Národní pohár | Kontinentální | Kontinentální | Celkově | Celkově |
| Klub                   | Sezóna            | Soutěž            | Zápasy | Góly | Zápasy        | Góly          | Zápasy        | Góly          | Zápasy  | Góly    |
| ---------------------- | ----------------- | ----------------- | ------ | ---- | ------------- | ------------- | ------------- | ------------- | ------- | ------- |
| Boca Juniors           | 2021              | Primera División  | 3      | 0    | 0             | 0             | 0             | 0             | 3       | 0       |
| Boca Juniors           | 2022              | Primera División  | 0      | 0    | 0             | 0             | 0             | 0             | 0       | 0       |
| Boca Juniors           | 2023              | Primera División  | 20     | 1    | 3             | 0             | 9             | 1             | 32      | 2       |
| Boca Juniors           | Celkově           | Celkově           | 23     | 1    | 3             | 0             | 9             | 1             | 35      | 2       |
| Brighton & Hove Albion | 2023/24           | Premier League    | 0      | 0    | 1             | 0             | 0             | 0             | 1       | 0       |
| Celkově v kariéře      | Celkově v kariéře | Celkově v kariéře | 23     | 1    | 4             | 0             | 9             | 1             | 36      | 2       |